# Інженерівка
Інжене́рівка — село в Україні, у Компаніївській селищній громаді Кропивницького району Кіровоградської області. Населення становить 92 осіб. До 2020 орган місцевого самоврядування — Петрівська сільська рада.

## Географія
Селом тече Балка Шатравина.

## Населення
Згідно з переписом УРСР 1989 року чисельність наявного населення села становила 137 осіб, з яких 65 чоловіків та 72 жінки.
За переписом населення України 2001 року в селі мешкали 92 особи. 100 % населення вказало своєю рідною мовою українську мову.